# جنیفر ونت
جنیفر ونت (آلمانی: Jennifer Wenth; ۲۴ ژوئیهٔ ۱۹۹۱) دونده دو نیمه‌استقامت و دونده دو استقامت زن اهل اتریش بود.